# 精密農業

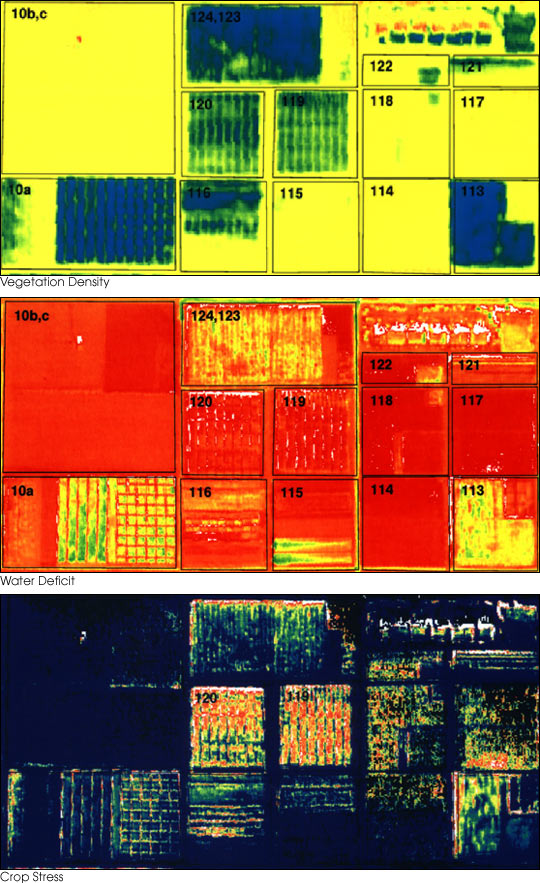
これら3つの擬色画像は、精密農業におけるリモートセンシングの応用を実証している。

精密農業（せいみつのうぎょう）とは、2000年代初頭よりフランスやオランダに導入されている概念で、農地・農作物の状態を良く観察し、きめ細かく制御し、農作物の収量及び品質の向上を図り、その結果に基づき次年度の計画を立てる一連の農業管理手法。科学を主の手段として、農産物の各データを細かく計算し、現代西ヨーロッパの農業タイプの一種である。精細農業や精緻農業ともいう。

## 概要
精密農業の定義は各国で異なり、全米研究協議会では、「精密農業とは、情報を駆使して作物生産にかかわるデータを取得・解析し、要因間の関係性を科学的に解明しながら意思決定を支援する営農戦略体系である」と定義され、英国の環境食料省穀物局では「精密農業とは、一つの圃場内を異なるレベルで管理する栽培管理手法である」と定義されている。
一見、均一にみえる圃場において空間的・時間的に気温土壌肥沃度や土壌水分がばらつく事を前提としてそれを認識して制御することで収量等を改善を目指す。従来は長年に培われた農業従事者の勘や経験に基づいて意思決定していたが、それを暗黙知から形式知に変えるために、情報通信技術を積極的に導入することにより、各要素を数値化して管理を行う手法を導入する。農業のスマート化は、画像解析やリモートセンシングなどを活用することで農場の状態情報を数値化して、ビッグデータを様々な視点・知見から分析することで、単位面積毎の収穫量の増加や低農薬化、高付加価値化、省力化などを実現する。
一例として農作物の波長別の反射係数と生育状況の間には相関があることが知られており、これまでは、作物の生育状況を把握するためには葉緑素計（SPAD）を使って、葉を一枚一枚挟んで色を測り、生育状況を見ていたが、それでは手間がかかりすぎ、一部しか測定できないので多波長カメラを搭載することで作物の生育度のデータを収集する農業用無人航空機の利用も視野に入れている。これまでは類似の用途には衛星写真が使用されてきたが、小回りの利く無人航空機を使用する事により、より手軽に圃場内での高精度の情報を入手できると期待される。

## 背景
産業革命後の人口激増に対応するため、欧米では、農業の効率化・大規模化、つまり農業の工業化が行われ、1980年代までは肥料、農薬の大量投入によって収穫量を増大させる農法が主流だった。それにより地力の減退、地下水汚染、生態系の破壊など、様々問題が顕在化した。そのため、それらの経験を糧として長期的視野から持続可能な農業の実現に向けて最小限の肥料、農薬を投入する事で収量を維持する概念が普及し始めた。

## 機材
- 葉緑素計
- 土壌センシングマッピングシステム - 水分、pH、EC(電気伝導度)、全炭素、全窒素、アンモニア態窒素、硝酸態窒素、土壌硬度を測定
- 多波長カメラ
- 農業用無人航空機

## 日本
日本には2000年代初頭に入った考え方だが、欧米で粗放的農業が行われていた時も、日本の農家は自分の田畑の状態を把握し、経験知を蓄積し田畑を細かく管理しており、自らの経験に基づいた可変施肥も当たり前に行われていた。また、精密農業で使われたGPSや航空写真の性能は、当時は農業に使うには十分ではなかった。北海道大学教授の野口伸は、こうしたことから、精密農業という概念は日本ではあまり一般に普及しなかったと述べている。
日本ではICTや制御技術といった道具を用いる農業がスマート農業の名で普及したが、野口伸は「個人的には精密農業と大きな変わりはないと考えています。」と述べている。テクノロジーの進化で空間軸と時間軸とを農業に使えるようになったことで、農地の情報を取得して精緻に管理する精密農業は、日本ではスマート農業と呼ばれ普及した。

## 参考資料
- 澁澤栄 編著『精密農業』朝倉書店、2006年2月。ISBN 978-4-254-40015-1。
- 農林統計協会、農林水産省図書館 編『IT化の現状と食料・農業・農村』 30巻、農林統計協会〈農林水産文献解題〉、2003年7月。ISBN 978-4-541-03087-0。
- 「特集:プレシジョン・アグリカルチャ」『農業機械学会誌』第61巻第1号、一般社団法人 農業食料工学会、1999年、6-40頁。[出典無効]